# Livvi Franc
Livvi Franc, pseudonimo di Olivia Charlotte Waithe (Harrogate, 31 maggio 1988), è una cantautrice britannica.

## Biografia
Di origini barbadiane, Livvi Franc ha scritto la sua prima canzone all'età di undici anni ed ha imparato a suonare la chitarra quattro anni più tardi, partecipando a talent show e concorsi scolastici. Dopo aver studiato al Queen's College alle Barbados, ha firmato il suo primo contratto discografico con la Jive Records. Il suo singolo di debutto Now I'm That Bitch, in collaborazione con Pitbull, è stato pubblicato nell'estate 2009 ed ha raggiunto la 40ª posizione nel Regno Unito, la 24ª in Nuova Zelanda e la 14ª della Bubbling Under Hot 100, arrivando in cima alla Hot Dance Club Play. Il suo secondo singolo, Automatik, non ha goduto dello stesso successo del precedente, fermandosi alla numero 6 della classifica dance statunitense. Nel 2010 l'album di debutto della cantante è stato accantonato dalla sua etichetta Jive, firmando poco dopo per la Warner Records. Da allora Livvi Franc ha continuato a scrivere brani per numerosi artisti quali Cheryl, Britney Spears, Kelly Clarkson, Christina Aguilera, Rihanna, Demi Lovato, Ciara, Selena Gomez e Zara Larsson.

## Discografia

### EP
- 2009 – Underground Sunshine - Album Sampler
- 2010 – Livvi Franc

### Singoli
- 2008 – Free
- 2009 – Now I'm That Bitch (feat. Pitbull)
- 2010 – Automatik
- 2010 – Nobody Loves Me